# Carlyle August Luer
Carlyle August Luer (23 de Agosto de 1922, EUA - 9 de novembro de 2019), foi um médico e botânico estadunidense.
Desde 1975 vem trabalhando principalmente no esclarecimento e revisão das 4.000 espécies de Pleurothallidinae e seus gêneros (Orchidaceae). Luer previu muitas das alterações de reclassificação de gêneros de orquídeas hoje comprovadas pela filogenia conforme informação contida em Genera Orchidacearum (ver referências).
A partir de 1978, o Missouri Botanical Garden vem publicando uma série monumental de volumes de sistemática e classificação desta subtribo de Epidendreae, Icones Pleurothallidinarum, até agora no volume 29. Outras de suas publicações são 4 volumes do Thesaurus Woolwardiae junto com, Phillip Cribb, Mark Wayne Chase e Jeffrey Wood; 7 volumes do Thesaurus Dracularum em parceria com Rodrigo R. Escobar e 21 volumes com descrições de espécies do gênero Masdevallia, Treasure of Masdevallia.

## Algumas publicações
- 1975. The Native Orchids of the United States and Canada Excluding Florida . Ed. Amer Orchid Soc. ISBN 9995175738
- 1978-2007. * Luer, Carlyle A.: Icones Pleurothallidinarum (sistemática de Pleurothallidinae), volumes I a XIX, Missouri Botanical Garden. ISBN 0915279290
- Luer, CA (prologista), PM Brown (autor), S Folsom (ilustrador). 2006. Wild Orchids of Florida: With References to the Atlantic and Gulf Coastal Plains. Ed. University Press of Florida; Exp Upd ed. 432 pp. ISBN 0813029333